# ديفيد غانس
ديفيد غانس (بالإنجليزية: David Gans) (و. 1541 – 1613 م) هو رياضياتي، وعالم فلك، ومؤرخ، وجغرافي، وكاتب، ومنجم ولد في ليباشتات.
توفي في براغ، عن عمر يناهز 72 عاماً.